# Lista över folkhögskolor i Sverige
Detta är en lista över folkhögskolor i Sverige.

## A
- Albins folkhögskola (tidigare Örenäs folkhögskola)
- Alma folkhögskola
- Angered folkhögskola
- Arbetarrörelsens folkhögskola i Göteborg
- Arbetarrörelsens folkhögskola i Viskadalen
- Axevalla folkhögskola

## B
- Bergslagens folkhögskola (tidigare Skinnskattebergs folkhögskola)
- Betel folkhögskola (en del av Bromma folkhögskola)
- Billströmska folkhögskolan
- Birka folkhögskola
- Birkagårdens folkhögskola
- Blekinge läns folkhögskola
- Bollnäs folkhögskola
- Bona folkhögskola
- Borås folkhögskola
- Bosön idrottsfolkhögskola
- Botkyrka folkhögskola
- Braheskolan - Visingsö folkhögskola
- Bromma folkhögskola
- Brunnsviks folkhögskola
- Bäckedals folkhögskola

## D
- Dalslands folkhögskola

## E
- Edelviks folkhögskola
- Eskilstuna folkhögskola
- Eslövs folkhögskola

## F
- Fellingsbro folkhögskola
- Fornby folkhögskola
- Forsa folkhögskola
- Framnäs folkhögskola
- Fridhems folkhögskola
- Fristads folkhögskola
- Fryshusets Folkhögskola
- Furuboda folkhögskola
- Färnebo folkhögskola

## G
- Gamleby folkhögskola
- Geijerskolan
- Glimåkra folkhögskola
- Glokala folkhögskolan
- Gotlands folkhögskola
- Grebbestads folkhögskola
- Grimslövs folkhögskola
- Göteborgs folkhögskola

## H
- Hagabergs folkhögskola
- Hellidens folkhögskola
- Helsjöns folkhögskola
- Hjo folkhögskola
- Hjälmared folkhögskola
- Hola folkhögskola
- Holma folkhögskola
- Folkhögskolan Hvilan
- Hyllie Park folkhögskola
- Hällefors folkhögskola
- Härnösands folkhögskola
- Hästsportens folkhögskola
- Högalids folkhögskola

## I
- Ingesunds folkhögskola
- Interkulturella folkhögskolan (tidigare Agnesbergs folkhögskola)

## J
- Jakobsbergs folkhögskola
- June folkhögskola (tidigare Viebäcks folkhögskola)
- Jämshögs folkhögskola

## K
- Kaggeholms folkhögskola
- Kalix folkhögskola
- Karlskoga folkhögskola
- Katrinebergs folkhögskola
- Kista folkhögskola
- Kjesäters folkhögskola (avvecklad 2011)
- Klarälvdalens folkhögskola
- Kristinehamns folkhögskola (tidigare KPS - Kristinehamns Praktiska Skola)
- Kvarnby folkhögskola
- Kvinnofolkhögskolan
- Kyrkeruds folkhögskola
- Kävesta folkhögskola

## L
- Leksands folkhögskola
- Lidingö folkhögskola (en del av Bromma folkhögskola)
- Liljeholmens folkhögskola
- Lillsveds idrottsfolkhögskola
- Litorina folkhögskola
- Ljungskile folkhögskola
- Lunnevads folkhögskola (tidigare Östergötlands folkhögskola)
- Långbro folkhögskola (flyttad till Södra Stockholms folkhögskola 2007)
- Långholmens folkhögskola
- Löftadalens folkhögskola

## M
- Malmfältens folkhögskola
- Malmö folkhögskola
- Malungs folkhögskola
- Mariannelunds folkhögskola
- Marieborgs folkhögskola
- Markaryds folkhögskola
- Medlefors folkhögskola
- Mellansels folkhögskola
- MKFC Stockholms folkhögskola (distansundervisning, uppbär ej statsbidrag)
- Mo Gård folkhögskola
- Molkoms folkhögskola
- Mora folkhögskola
- Mullsjö folkhögskola
- Munka folkhögskola (tidigare Nordvästra Skånes folkhögskola)
- Mångkulturella folkhögskolan -en del av Finska folkhögskolan

## N
- Nordens folkhögskola Biskops-Arnö
- Nordiska folkhögskolan
- Nyköpings Folkhögskola

## O
- Oskarshamns folkhögskola

## P
- Paideia folkhögskola
- PRO:s folkhögskola

## R
- Runö folkhögskola
- Röda Korsets folkhögskola (tidigare Gripsholms folkhögskola)

## S
- S:t Sigfrids folkhögskola
- S:ta Birgittas folkhögskola
- S:ta Elisabets folkhögskola
- S:t Ignatios folkhögskola (en del av Botkyrka folkhögskola)
- S:ta Maria folkhögskola
- Samernas folkhögskola (ombildad 1999 till ett utbildningscentrum)
- Scouternas folkhögskola
- Sigtuna folkhögskola
- Sjöviks folkhögskola
- Skarpnäcks folkhögskola
- Skeppsholmens folkhögskola
- Skurups folkhögskola
- Solviks folkhögskola
- Sommenbygdens folkhögskola
- Stadsmissionens folkhögskola
- Stensunds folkhögskola
- Storumans folkhögskola
- Strömbäcks folkhögskola
- Sundbybergs folkhögskola
- Sunderby folkhögskola
- Sundsgårdens folkhögskola
- Sverigefinska folkhögskolan
- Södertörns folkhögskola
- Södra Stockholms folkhögskola
- Södra Vätterbygdens folkhögskola
- Sörängens folkhögskola

## T
- Tollare folkhögskola
- Tornedalens folkhögskola
- Tärna folkhögskola

## U
- Umeå folkhögskola (tidigare Dalkarlså folkhögskola)

## V
- Vadstena folkhögskola
- Valjevikens folkhögskola
- Valla folkhögskola
- Vara folkhögskola
- Vimmerby folkhögskola
- Vindelns folkhögskola
- Vinga folkhögskola
- Vårdinge By folkhögskola
- Väddö folkhögskola
- Värnamo Folkhögskola
- Västanviks folkhögskola
- Västerbergs folkhögskola
- Västerhaninge folkhögskola (avvecklad 2011)
- Västerås folkhögskola

## W
- Wendelsbergs folkhögskola
- Wiks folkhögskola

## Å
- Ågesta folkhögskola (tidigare Dalarö folkhögskola)
- Ålsta folkhögskola
- Åredalens folkhögskola (tidigare Hållands folkhögskola)
- Åsa folkhögskola

## Ä
- Ädelfors folkhögskola
- Älvsby folkhögskola

## Ö
- Ölands folkhögskola
- Önnestads folkhögskola
- Örebro folkhögskola
- Örnsköldsviks folkhögskola (tidigare Hampnäs folkhögskola)
- Österlens folkhögskola
- Östra Grevie folkhögskola